# Christian Hommel (Eishockeyspieler)
Christian Hommel (* 23. Januar 1981 in Hemer) ist ein ehemaliger deutscher Eishockeyspieler und derzeitiger -funktionär, der über viele Jahre bei den Iserlohn Roosters in der Deutschen Eishockey Liga spielte. Von Februar 2019 bis November 2023 war er Sportlicher Leiter der Iserlohn Roosters.

## Karriere
Christian Hommel begann mit dem Eishockeysport im Alter von drei Jahren. Als Schüler und Jugendlicher spielte er ausschließlich für den Iserlohner EC, mit dem er im Jahr 2000 seine erste deutsche Meisterschaft mit den Junioren gewann.
Der 1,78 m große Flügelstürmer begann seine Profikarriere 1998 beim Iserlohner EC in der damals zweitklassigen 1. Bundesliga. Nach dem Aufstieg des Vereins und der Ausgliederung der Profimannschaft in die Iserlohn Roosters GmbH stand er ab der Saison 2000/01 für die Sauerländer vier Jahre in der DEL auf dem Eis. Weitere Stationen in der höchsten deutschen Eishockeyliga waren die Kassel Huskies sowie die Hamburg Freezers.
Nach der Saison 2005/06 zog es Hommel nach Nordamerika, wo er unter anderem am Trainingslager der Phoenix Coyotes teilnahm, um sich für ein Engagement in der NHL zu empfehlen. Nachdem dieses Vorhaben gescheitert war, spielte er sechs Mal in der Minor League Central Hockey League für die Arizona Sundogs, einem Farmteam der Colorado Avalanche aus der National Hockey League. Wegen eines fehlenden Visums wurde der Vertrag dann allerdings aufgelöst und der Stürmer kehrte nach Deutschland zurück. Ab November 2006 spielte er für den EV Duisburg in der DEL.
Nach zwei Jahren im Ruhrgebiet unterschrieb der Linksschütze im Sommer 2008 erneut einen Vertrag bei den Iserlohn Roosters. Zunächst als 13. Stürmer verpflichtet, konnte Hommel sich ins Team spielen und war auch einige Zeit in der dritten Reihe aktiv. Sein Kontrakt wurde nach der Saison um zwei weitere Jahre verlängert, sodass Hommel mindestens bis 2011 bei den Roosters bleiben sollte. Während Hommel in seinen ersten Jahren bei den Roosters fast ausschließlich als Spieler agierte, der das Spiel des Gegners zerstören und körperlich präsent sein sollte, verbesserte er seit 2008 sein Spielverständnis und seine technischen Fähigkeiten. Dadurch war er variabler einsetzbar und erhielt in der Spielzeit 2009/10 regelmäßig Eiszeit in Unterzahl.
Nach der Saison 2014/15 beendete Hommel seine Karriere nach 637 DEL-Partien offiziell und wurde Nachwuchstrainer beim IEC. Ab 2017 war er Assistenztrainer der Profimannschaft und unterstützte parallel die U17- und U18-Nationalmannschaft als Co-trainer.
Von Februar 2019 bis November 2023 war Hommel Sportlicher Leiter der Roosters.
Am 13. Februar 2025 gab der Oberligist MEC Halle 04 die Verpflichtung Hommels als neuen Sportdirektor bekannt.

### International
Christian Hommel bestritt insgesamt 17 Länderspiele für die deutsche Eishockeynationalmannschaft, unter anderem vier Partien bei der Weltmeisterschaft 2003 in Finnland.

## Karrierestatistik
(Legende zur Spielerstatistik: Sp oder GP = absolvierte Spiele; T oder G = erzielte Tore; V oder A = erzielte Assists; Pkt oder Pts = erzielte Scorerpunkte; SM oder PIM = erhaltene Strafminuten; +/− = Plus/Minus-Bilanz; PP = erzielte Überzahltore; SH = erzielte Unterzahltore; GW = erzielte Siegtore; 1 Play-downs/Relegation; Kursiv: Statistik nicht vollständig)